# 14.ª División de Fuerzas Especiales
La 14ª División de Fuerzas Especiales fue una división de las Fuerzas Armadas Sirias que se especializa en operaciones de infantería ligera.

## Rol
Los Sirios utilizan el término fuerzas especiales para describir a las divisiones 14 y 15, así como los regimientos de las "fuerzas especiales" independientes, pero se parecen más a las unidades de infantería ligera convencionales, que de las fuerzas especiales occidentales, tanto en la misión y la composición.
El término de las Fuerzas Especiales se ha aplicado en apariencia debido a su formación especializada en operaciones aerotransportadas y de asalto aéreo, pero deben ser consideradas como fuerzas de infantería ligera élite y solo en relación con las brigadas blindadas y mecanizadas convencionales del Ejército sirio

## Ocupación siria del Líbano
Bajo el mando del Mayor-General Ali Haydar (en árabe: علي حيدر), conocido como el "padre de las fuerzas especiales sirias" las unidades de las Fuerzas Especiales Sirias fueron desplegados en el Líbano como parte de la intervención de Siria en la guerra civil libanesa. Durante la guerra se dedicaron con unidades bajo el mando de la OLP de Yasser Arafat.

## Guerra Civil Siria
El régimen ha comprometido gran parte de la 14.ª División de Fuerzas Especiales para el asalto de Homs, en la que luchó algunas de las posiciones más fuertes de los rebeldes  en el suroeste de la ciudad de Homs y los barrios de Baba Amr, Inshaat y  Jobar.
Informes de la oposición específicamente la actividad del 556o Regimiento de Fuerzas Especiales citados, pero más frecuentemente citan el día 14 División de las Fuerzas Especiales en general. La actividad se informó en diferentes partes de la ciudad durante los plazos similares, lo que sugiere que al menos un regimiento adicional de las Fuerzas Especiales 14a estuvo involucrado en la operación de Homs.
- Datos: Q17002956